# Dorothy Jordan
Dorothy Jordan (Clarksville, 6 agosto 1906 – Los Angeles, 7 dicembre 1988) è stata un'attrice statunitense.

## Biografia
Nata a Clarksville, nel Tennessee, Dorothy Jordan studiò alla Southwestern University e all'American Academy of Dramatic Arts, esibendosi in alcuni musical di Broadway, tra i quali The Garrick Gaieties. Debuttò nel cinema con il film La bisbetica domata (1929), partecipando nei successivi quattro anni a ventidue film, compresi Castigo (1930) con Wallace Beery e Marie Dressler, e Tentazioni (1932) con Bette Davis. Recitò anche con Ramón Novarro, Clark Gable, Lionel Barrymore, Walter Huston e Jimmy Durante.
Nel 1933 sposò Merian C. Cooper, il regista di King Kong, dal quale ebbe tre figli. Da allora abbandonò il cinema, salvo partecipare in piccole parti a tre film di John Ford, grande amico del marito, Il sole splende alto (1953), Sentieri selvaggi (1956) e Le ali delle aquile (1957).
Dorothy Jordan visse a Coronado  e morì nel 1988 al Cedars-Sinai Medical Center di Los Angeles, California. Fu cremata e sepolta nella Chapel of the Pines Crematory di Los Angeles.

## Filmografia

### Cinema
- Ombre nere (Black Magic), regia di George B. Seitz (1929)
- Words and Music, regia di James Tinling (1929)
- La bisbetica domata (The Taming of the Shrew), regia di Sam Taylor (1929)
- Il tenente di Napoleone (Devil-May-Care), regia di Sidney Franklin (1929)
- Addio Madrid (In Gay Madrid), regia di Robert Z. Leonard (1930)
- La sivigliana (Call of the Flesh), regia di Charles Brabin (1930)
- Love in the Rough, regia di Charles Reisner (1930)
- Castigo (Min and Bill), regia di George W. Hill (1930)
- A Tailor Made Man, regia di Sam Wood (1931)
- Fiamme sul mare (Shipmates), regia di Harry A. Pollard (1931)
- Young Sinners, regia di John G. Blystone (1931)
- Beloved Bachelor, regia di Lloyd Corrigan (1931)
- I demoni dell'aria (Hell Divers), regia di George W. Hill (1931)
- L'ultima squadriglia (The Lost Squadron), regia di George Archainbaud (1932)
- The Wet Parade, regia di Victor Fleming (1932)
- The Roadhouse Murder, regia di J. Walter Ruben (1932)
- Down to Earth, regia di David Butler (1932)
- 70,000 Witnesses, regia di Ralph Murphy (1932)
- Tentazioni (The Cabin in the Cotton), regia di Michael Curtiz (1932)
- That's My Boy, regia di Roy William Neill (1932)
- Strictly Personal, regia di Ralph Murphy (1933)
- Anime alla deriva (Bondage), regia di Alfred Santell (1933)
- One Man's Journey, regia di John S. Robertson (1933)
- Il sole splende alto (The Sun Shines Bright), regia di John Ford (1953)
- Sentieri selvaggi (The Searchers), regia di John Ford (1956)
- Le ali delle aquile (The Wings of Eagles), regia di John Ford (1957)

## Doppiatrici italiane
- Renata Marini in Sentieri selvaggi